# Johan Hand
Johan Hand (Håkansson), född omkring 1596, död troligen 1621/1622, var en svensk militär och häradshövding. Han är mest känd för att som page ha deltagit i Gustav II Adolfs friarresa till Berlin 1620 där han förde den dagbok som finns bevarad bland handskrifter på biblioteket Carolina Rediviva i Uppsala.

## Biografi
Johan Hand var son till fogden Håkan Knutsson och Virginia Eriksdotter, så kallad naturlig dotter till Erik XIV och Agda Persdotter. Håkan Knutsson skrev sig till Björkenäs i Odensjö socken och Vret i Södra Unnaryds socken. Johan Hand var fänrik vid livgardet 1617-1619. Han följde våren 1620 med Gustav II Adolf på den resa där kungen reste inkognito under namnet Adolf Carlsson till Berlin för att fria till Maria Eleonora. Under större delen av resan förde Johan Hand dagbok som finns bevarad på biblioteket Carolina Rediviva i Uppsala, den finns också utgiven i Historiska Handlingar. Han var kapten och kompanichef vid Östgöta fotfolk 1621 där brodern Arvid var regementschef. Han var med på krigståget till Livland och deltog i Rigas belägring (se Svenska Livland). Utnämnd till häradshövding i Stranda härad, Kalmar län 4 september 1621 till 1625. Dock har hans änka 1623 skrivit under protokollen, så förmodligen avled han under fälttågen 1621/1622, vilket källan "Supplement till Den introducerade svenska adelns ättartavlor 2008" anger.

### Familj
Johan Hand var gift med Agneta Gyllenmärs (död 1631) och fick med henne två döttrar, Virgina Hand, gift med Nils Lilliehöök samt mor till Gabriel Lilliehöök,och Efrosyne Hand.